# Petra Praise 2: We Need Jesus
Petra Praise 2: We Need Jesus é o décimo sétimo álbum de estúdio da banda Petra, lançado a 18 de Fevereiro de 1997.
É o primeiro álbum com o novo baixista, Lonnie Chapin que iria manter-se na banda até 2001. O disco atingiu o nº 155 da Billboard 200 e o nº 2 do Top Contemporary Christian. O cd segue a linha "eletracústica" com letras voltadas à temática de louvor congregacional.

## Faixas
1. "Song of Moses, Rev. – 15:3-4" (Jim Cooper, Brian Wooten) – 4:17
2. "Lord, I Lift Your Name on High" (Rick Founds) – 3:02
3. "Be of Good Cheer" – 3:55
4. "Show Your Power" (Kevin Prosch) – 4:10
5. "I Love You Lord" (Laurie Klein) – 3:53
6. "The Holiest Name" – 3:34
7. "Let Our Voices Rise Like Incense" (Linda Whitmer-Bell) – 2:29
8. "Ancient of Days" (Gary Sadler, Jamie Harvill) – 3:52
9. "I Waited For The Lord on High" (Bill Batstone) – 2:47
10. "Lovely Lord" – 4:25
11. Medley – 5:58 
  - "Only by Grace" (Gerrit Gustafson)
  - "To Him Who Sits on the Throne" (Debbye Graafsma)
  - "You Are Holy" (Scott Wesley Brown)
12. "We Need Jesus" (Scott Springer, John & Dino Elefante) – 4:14

## Créditos
- John Schlitt - Vocal
- Louie Weaver - Bateria, percussão
- Lonnie Chapin - Baixo
- David Lichens - Guitarra
- Bob Hartman - Guitarra